# Skagsudden, Pargas
Skagsudden är en udde i Finland. Den ligger i Pargas stad och landskapet Egentliga Finland, i den södra delen av landet, 160 km väster om huvudstaden Helsingfors.
Terrängen inåt land är platt. Havet är nära Skagsudden åt sydväst.  Närmaste större samhälle är Väståboland, 12,3 km nordost om Skagsudden. 